# パストラミ・オン・ライ
パストラミ・オン・ライ（英: pastrami on rye）は古典的なサンドイッチの一種で、ニューヨークに多いユダヤ系のコーシャ・デリカテッセンの名物。1888年にサスマン・ヴォルクが考案し、ニューヨークのデランシー・ストリートで経営するデリにおいて提供していた。

## 歴史

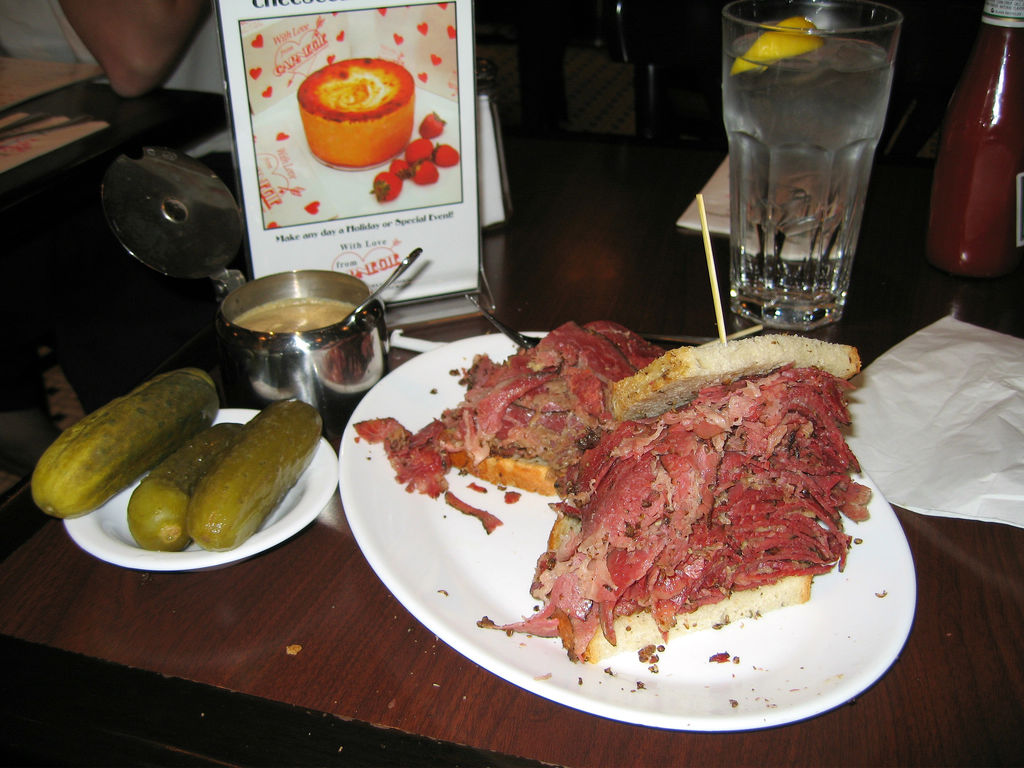
パストラミ・オン・ライ。スパイシーブラウン・マスタードとコーシャ・ディルピクルスを添えた古典的な盛り付け。

サスマン・ヴォルクは1800年代後半にリトアニアから米国に移住し、ニューヨークのロウアー・イーストサイドに小さな肉屋を開いた。ヴォルクは一人のルーマニア系移民と友人になり、肉を保存するのに店の大型冷蔵箱を使わせてやった。友人は返礼としてパストラミのレシピを教え、ヴォルクはそれを客に売り始めた。この評判が良かったため、ヴォルクは1888年にニューヨーク市で最初のデリカテッセンの一つである店をデランシー・ストリート88番地に開き、パストラミをライ麦パンで挟んで売った。
スパイシーブラウン・マスタードを乗せたこのサンドイッチはほかのデリでも人気を集め、カッツ・デリカテッセンを始めとするニューヨークのデリ一般の代名詞となった。『ニューヨーク・タイムズ』紙の著名な料理評論家フローレンス・ファブリカントは、カッツ・デリカテッセンについての書籍を紹介して「カッツのパストラミ・オン・ライのように内容たっぷり」と書いている。
現在ではパストラミ・オン・ライは古典的なニューヨークのユダヤ式デリを象徴する料理となっており、ロサンゼルス、ブエノスアイレス、フロリダ州ボカラトン、カリフォルニア州サンディエゴなど世界中のデリで本場ニューヨークの空気を再現するためにメニューに載せられている。薄くスライスしたパストラミをライ麦パンで挟んでスパイシーブラウン・マスタードをつけるのが古典的ニューヨーク式である。付け合わせとしてコーシャ・ディルピクルスを添えることが多い。

## 著名なデリやレストラン
- カンターズ（英語版）― ロサンゼルス、フェアファックス地区（英語版）[16]
- カーネギー・デリ ― ミッドタウン・マンハッタン[17]
- ダンズ（英語版）― カナダ、ケベック州モントリオール[18][19]
- カッツ・デリカテッセン ― マンハッタン、ロウアー・イースト・サイド
- ランガーズ・デリ（英語版）― ロサンゼルス、ウェストレイク地区（英語版）[20]
- セカンドアベニュー・デリ（英語版）― マンハッタン、マーリー・ヒル
- シュヴァルツ（英語版） –ケベック州モントリオール[19]

## バリエーション
具にコンビーフ（パストラミと同じく塩漬けの牛肉だが、燻製する代わりに茹でて作る）を追加したバリエーションが存在する。材料の一例はライ麦パンとパストラミのほかコンビーフ、コールスロー、ロシアンドレッシングである。スライスしたライ麦パンに二種類の肉をコールスローと一緒に載せ、ロシアンドレッシングを塗ったもう一枚のパンで挟む。
パストラミ・レタス・トマト (PLT) と呼ばれるサンドイッチは、2枚のトーストしたサワードウ・ブレッド、マヨネーズ、パストラミ、レタス、薄切りのトマトなどを材料とする。パストラミ、レタス、トマトをパンで挟み、マヨネーズは上側のパンに塗っておく。

## 関連文献
- Merwin, Ted (2015). Pastrami on Rye: An Overstuffed History of the Jewish Deli. NYU Press. ISBN 978-0814760314 2016年3月25日閲覧。